# Mastixia macrocarpa
Mastixia macrocarpa là một loài thực vật thuộc họ Cornaceae. Loài này có ở Malaysia và Philippines.